# 앤더슨흰배쥐
앤더슨흰배쥐(Niviventer andersoni)는 쥐과에 속하는 설치류의 일종이다. 중국의 토착종으로 윈난 성과 쓰촨 성, 산시 성에서 알려져 있다. 분포 지역은 구이저우 성 북부 지역까지 확장된다. 해발 2,000~3,000m의 산지림에서 서식한다.